# 伊扎克·哈列维·赫尔佐格

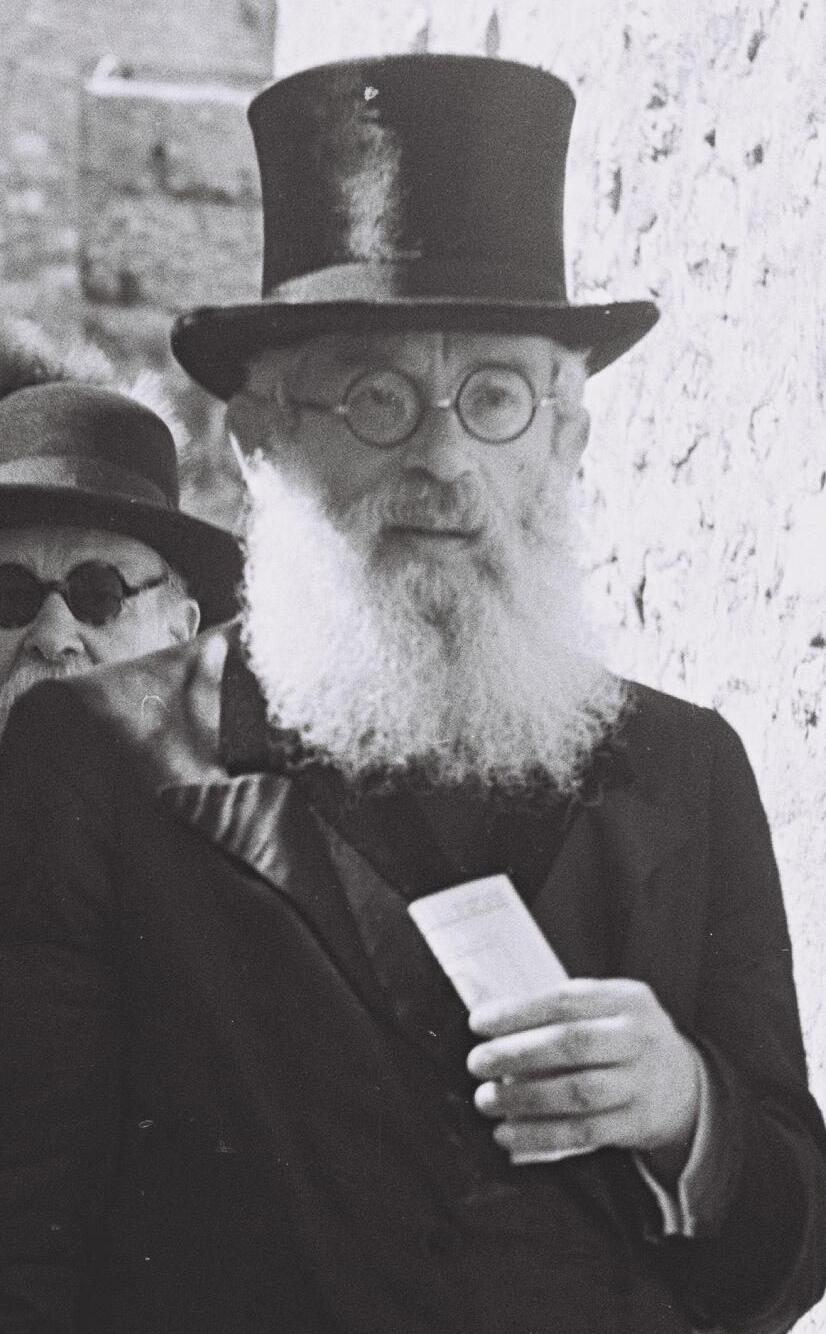
伊扎克·哈列维·赫尔佐格

伊扎克·哈列维·赫尔佐格(希伯來語：  יצחק הלוי הרצוג；1888年12月3日 - 1959年7月25日）是猶太教宗教人物。他生于波蘭會議王國。1898年，他随家人移居大不列颠及爱尔兰联合王国。 赫尔佐格后来移居爱尔兰，并學會了爱尔兰语。他在爱尔兰独立战争期间支持第一届爱尔兰国会。  1921年至1936年期間他是爱尔兰岛第一任首席拉比。 1935年，他首次到訪巴勒斯坦地区。同年由於第一任阿什肯納茲系以色列首席拉比去世，他成為第二任阿什肯納茲系以色列首席拉比並迁居耶路撒冷。 他去世後安葬在耶路撒冷。 他的兒子是哈伊姆·赫尔佐克，孫子是伊萨克·赫尔佐格。